# Goran Brajković (cestista)
Goran Brajković (Zara, 1948 – 1º giugno 2013) è stato un cestista jugoslavo.

## Carriera
Con la Jugoslavia ha disputato i Campionati europei del 1967 e ha vinto la medaglia d'oro ai Giochi del Mediterraneo di Tunisi 1967.

## Palmarès

### Giocatore
- YUBA liga: 3

Zadar: 1965, 1967, 1967-68
- Coppa di Jugoslavia: 1

Zadar: 1970